# Biserica reformată din Cuci

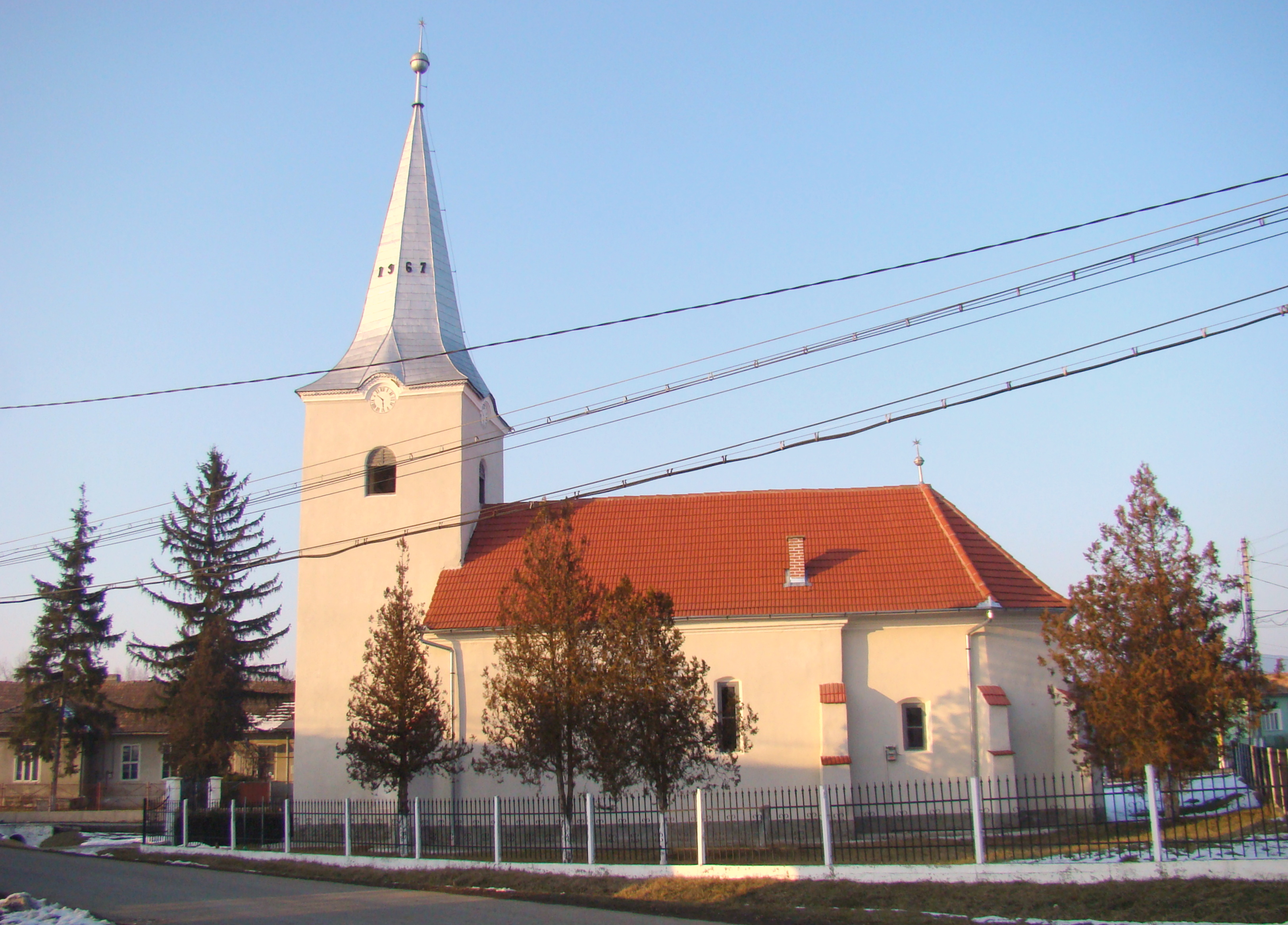
Biserica (sud)

Biserica reformată din Cuci este un monument istoric aflat pe teritoriul satului Cuci, comuna Cuci. În Repertoriul Arheologic Național, monumentul apare cu codul 116448.09.

## Localitatea
Cuci (în maghiară Kutyfalva, în germană Kokt) este satul de reședință al comunei cu același nume din județul Mureș, Transilvania, România. Satul Cuci este atestat documentar în anul 1410.

## Biserica
În secolul XV, la inițiativa proprietarului de pământ și a Capitlului  de Alba Iulia, a fost construită o mică biserică gotică, fără turn, cu un sanctuar boltit de 5X4,30 metri. Tavanul, arcadele și ferestrele navei au fost remodelate în jurul anului 1650. Tot atunci au fost realizate ușa de sub turn și porticul. Construcția turnului a fost finalizată doar în 1835. Dintre cele două clopote din turn, cel mic a fost făcut în 1811 și are inscripția: „ME, Fudit Ephraim Andraschofoky A Klaudiopoli Isten Dütsöségére az Kutyfalvi reformata eklésia - öntette Anno 1811”. Clopotul mare a fost turnat în 1925 și este inscripționat cu următorul text: „Isten dicsőségére öntötte Közadakozásból a Kutyfalvi református Egyház 1925. évben. Öntötte: Klein Oszkár K. Kugiron”.
În iunie 2016, puternica tornadă care a afectat satele Cuci și Dătășeni, a avariat și biserica reformată. Coiful turnului a fost refăcut în anul 2019.

## Imagini din exterior

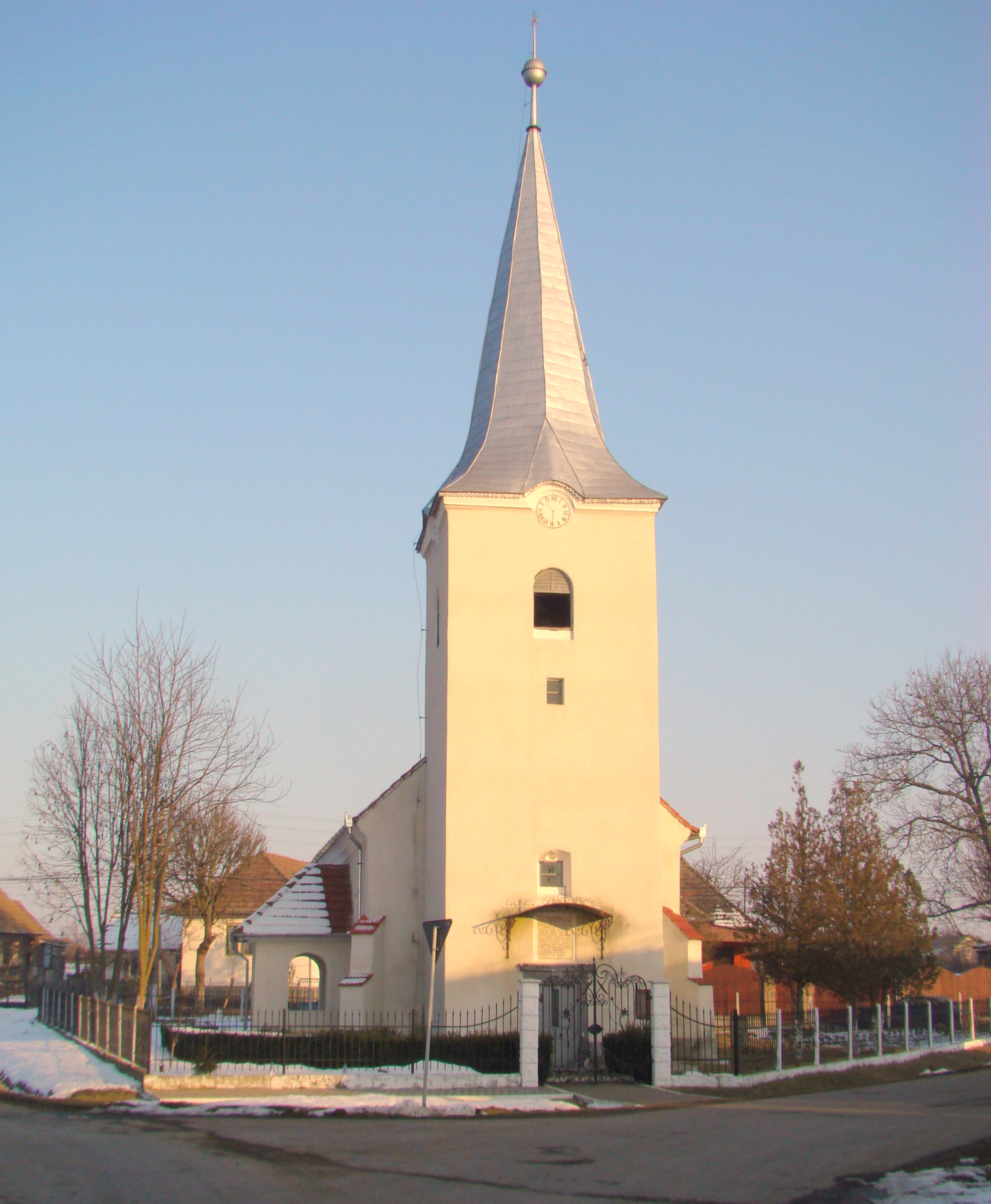
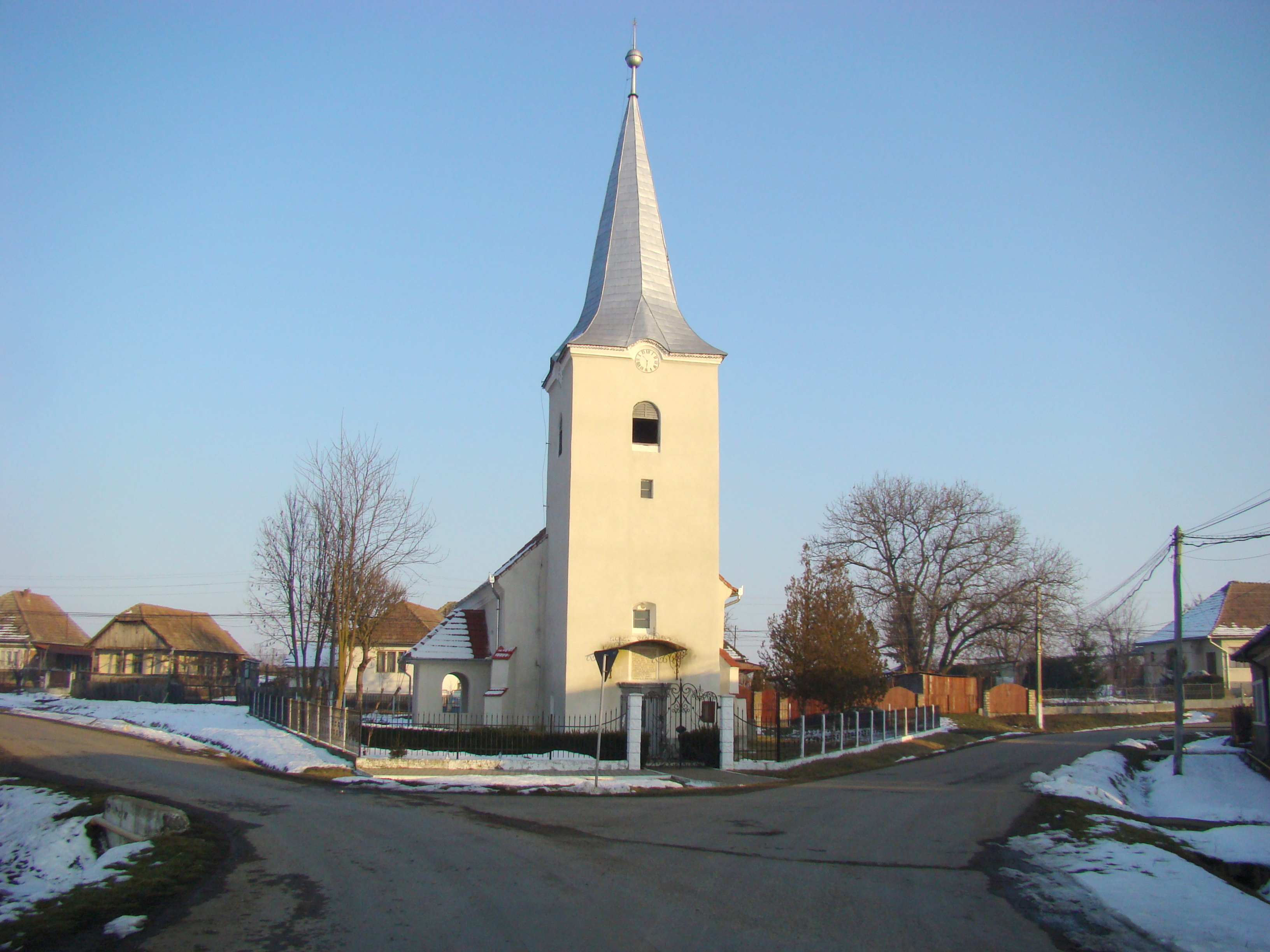
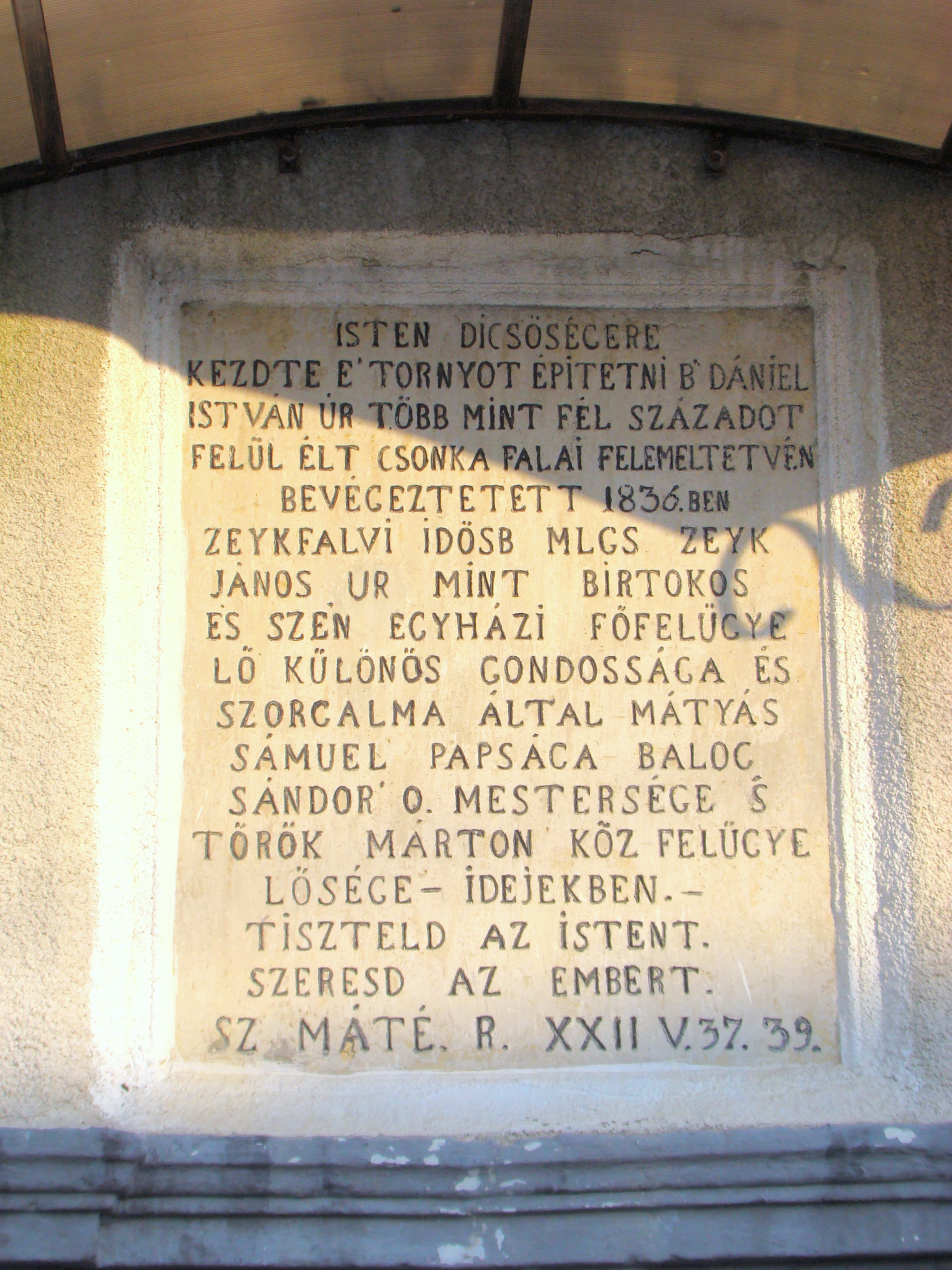
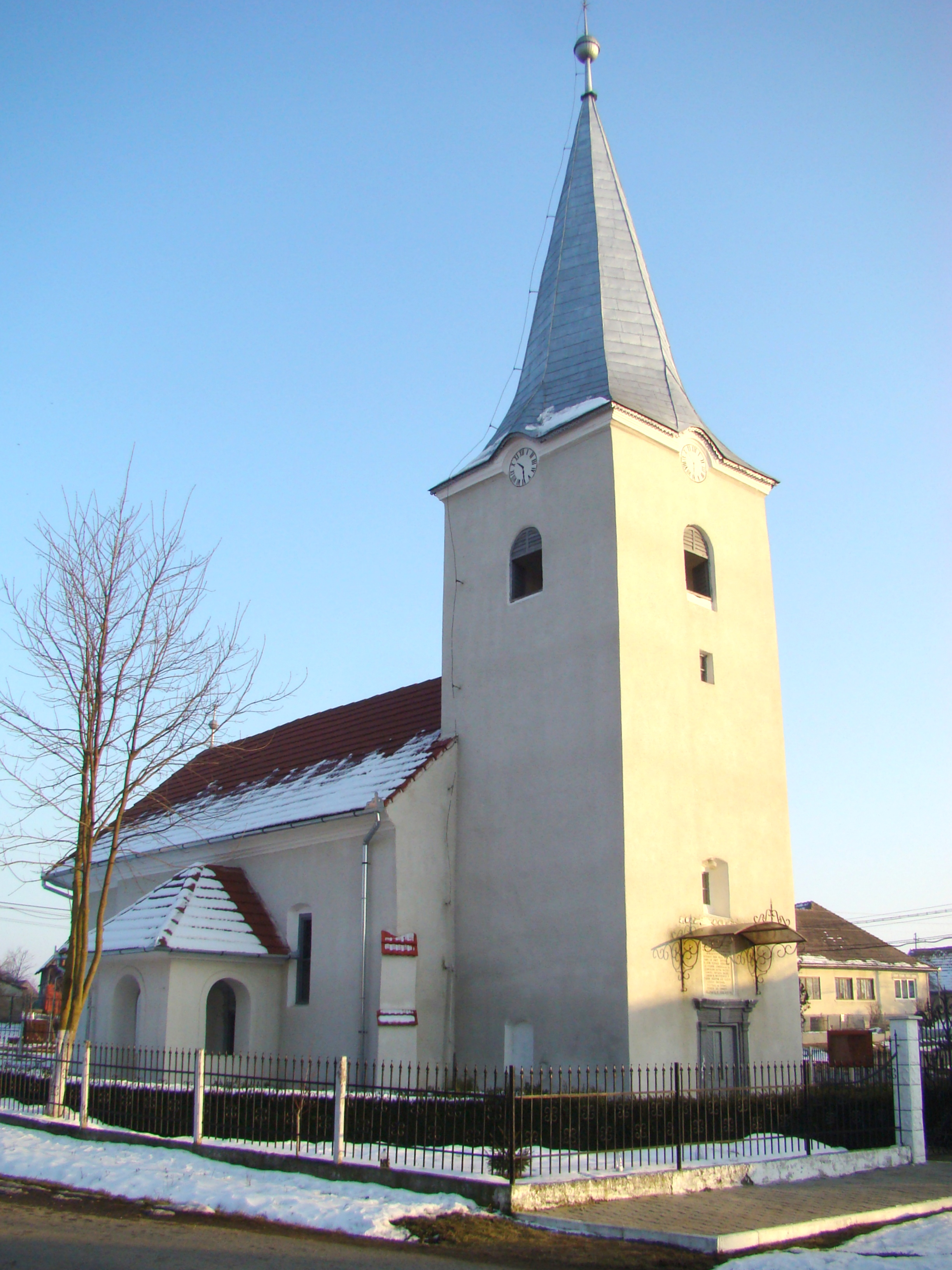
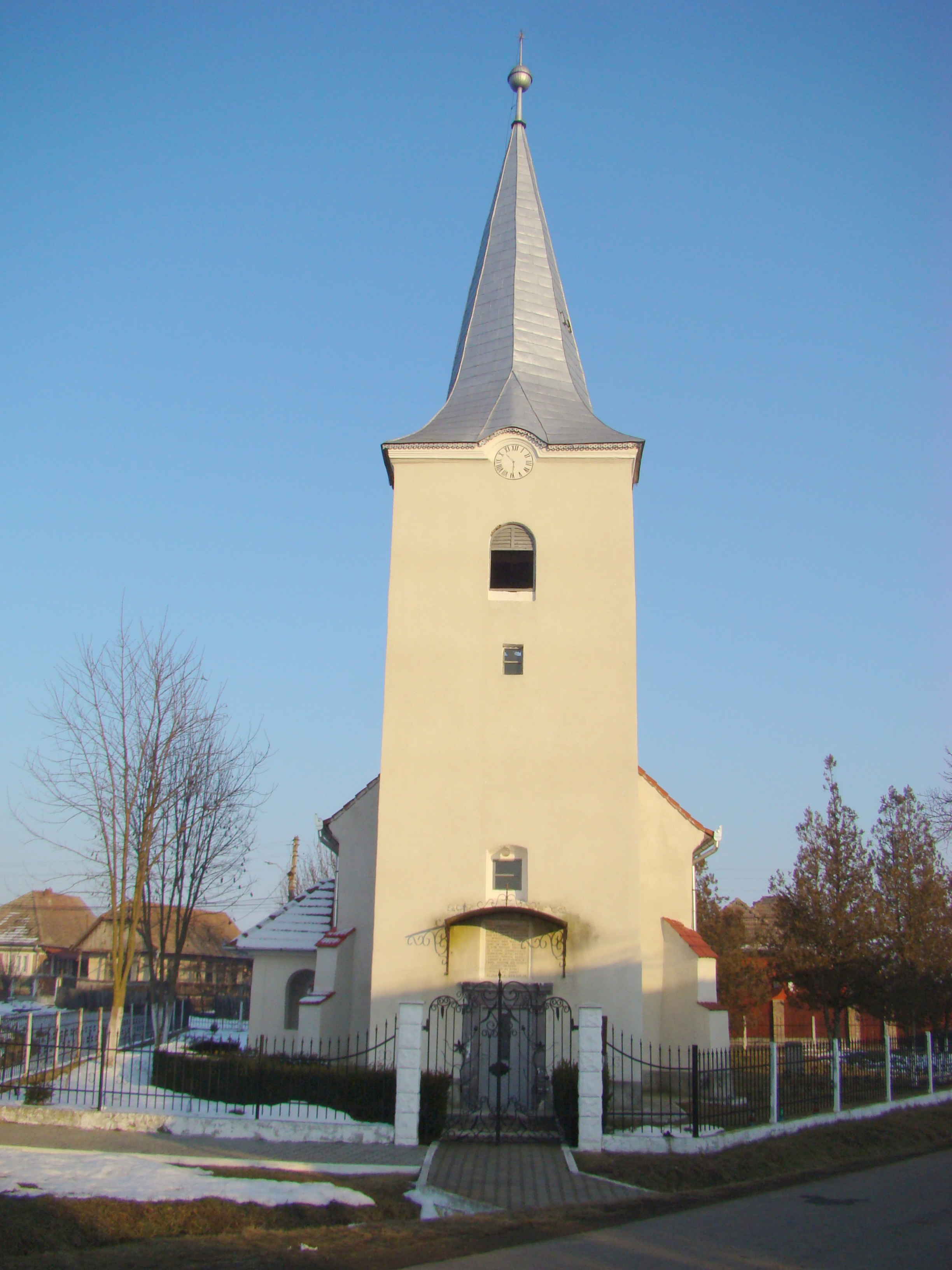
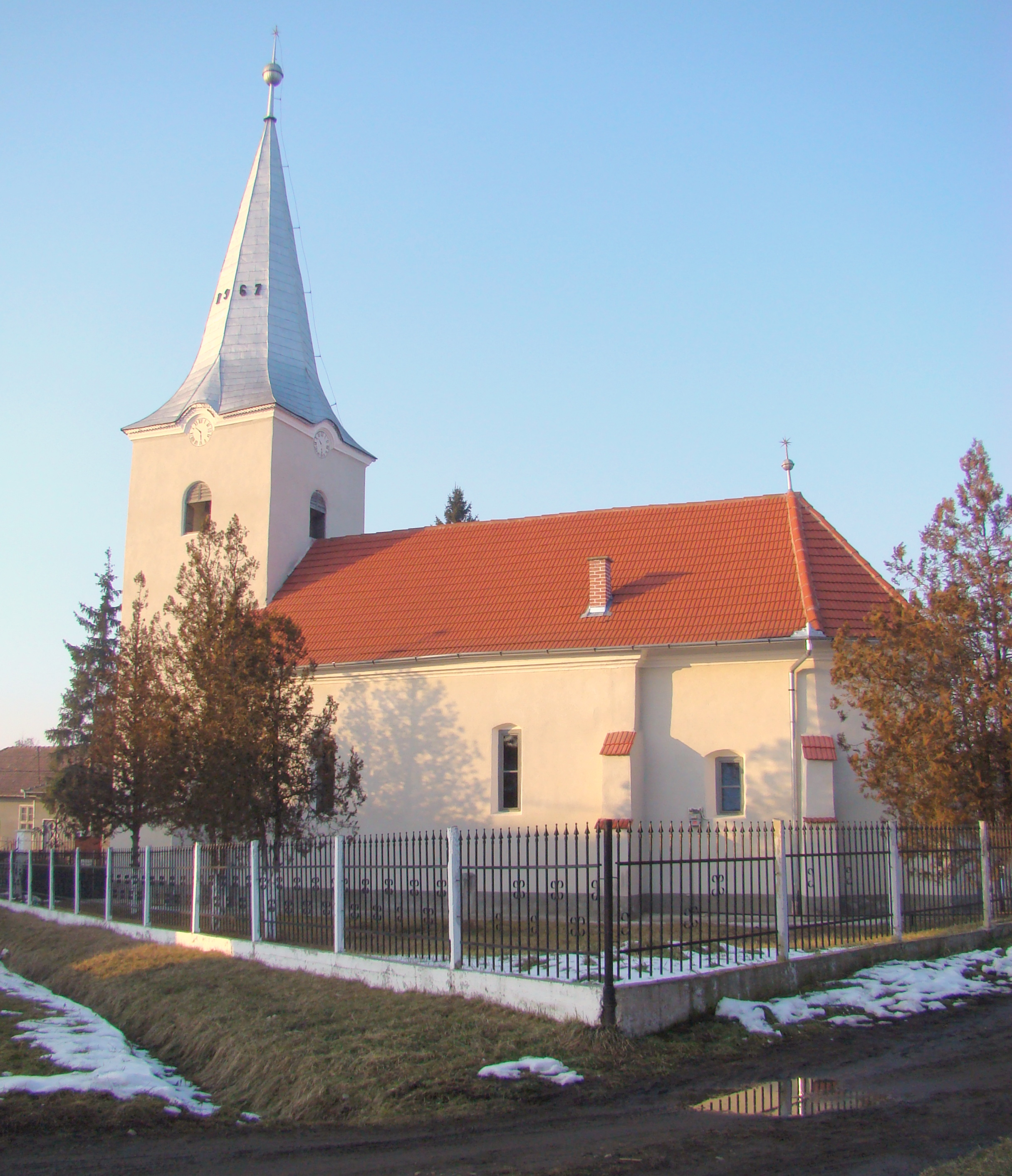

## Vezi și
- Cuci, Mureș